# Oh! great
Oh! great, настоящее имя Ито Огурэ (яп. 大暮 維人 О:гурэ Ито, род. 22 февраля 1972 года, Хюга, Миядзаки, Япония) — японский мангака. Oh! great известен благодаря ряду произведений, в частности Tenjho Tenge и Air Gear. Манга автора примечательна хорошей прорисовкой задних планов, большим количеством боев и обилием этти.
Oh! great любит использовать английские и изредка русские слова. Например, в манге Air Gear названия всех техник, которые выполняют герои, написаны на английском, а некоторым командам даны русские имена.
Псевдоним «Oh! great» произошёл от его имени: если читать его на японский манер (вначале фамилия, затем имя) Огурэ Ито звучит как английская фраза «oh great» (яп. オーグレイト о: гурэито).

## Работы
- Air Gear (яп. エアギア Эа гиа) (37 томов, 2002—2012)
- Himikoden (яп. 火魅子伝 Химико-дэн) (1 том, 1999)
- Majin Devil (яп. 魔人～ＤＥＶＩＬ～) (2 тома, 2001)
- «На земле и на небесах» (яп. 天上天下 Тэндзё: тэнгэ) (22 тома, 1998—2010)
- Burn Up Excess и Burn Up W (1 том, 1998)
- Silky Whip (хентайная манга)
- «Истории монстров» (яп. 化物語 Бакэмоногатари) (17 томов, 2018-?, манга-адаптация одноимённого ранобэ)